# Saint-Amans, Lozère
Saint-Amans este o comună în departamentul Lozère din sudul Franței. În 2009 avea o populație de 143 de locuitori.

## Evoluția populației
| An        | 1975 | 1982 | 1990 | 1999 | 2006 | 2009 |
| --------- | ---- | ---- | ---- | ---- | ---- | ---- |
| Populație | 195  | 191  | 141  | 133  | 136  | 143  |